# 春日井市立藤山台中学校
春日井市立藤山台中学校（かすがいしりつ ふじやまだいちゅうがっこう）は、愛知県春日井市藤山台にある公立中学校である。

## 概要
高蔵寺ニュータウン内に所在する中学校の中では、最も長い歴史を持つ学校である。そのため、開校当初はニュータウンの全域が学区であったが、その後の学区分離や小学校の統廃合などを経て、春日井市立藤山台小学校の学区のみが通学区域である。校区内小学校は春日井市立藤山台小学校である。

## 沿革
- 1970年（昭和45年）- 開校[5]。開校初年度は、全校生徒103人という小規模校だった[6]。この年に校章も制定された[1]。高蔵寺ニュータウンの中で最も早く開校した中学校となった[5]。
- 1977年（昭和52年）- 全校生徒数が1,000人を超える[6]。
- 1978年（昭和53年）- 春日井市立高森台中学校新設に伴い、校区を分離。
- 1984年（昭和59年）- 再び生徒数が増加し、この年には全校生徒数が1,129人に達する[6]。
- 1985年（昭和60年）- 春日井市立岩成台中学校新設に伴い、校区を分離。
- 2019年（令和元年）- 「藤山台中学校開校50周年記念体育大会」開催[7]。
- 2022年（令和4年）10月28日・29日 - JAET全国大会（第48回全日本教育工学研究協議会全国大会 愛知・春日井大会）が開催され、公開授業校に指定された[2][8][9]。

## 校歌
「藤山台中学校　校歌」　作詞：安藤 直太朗　作曲：川島 博
出典：

## アクセス
- JR中央本線高蔵寺駅より名鉄バス「烏洞橋」バス停下車[12]
- 愛知県立高蔵寺高等学校から徒歩で3分[13]
- グルっポふじとうから徒歩で2分[14]
- 烏洞橋から徒歩で7分[15]